# أمراض المريء
المريء هو أنبوب يحملُ الطعام والسوائل واللعاب منَ الفم إلى المَعِدة. هناكَ الكثير من المَشاكل التي يُمكن أن تُؤثِّر في المريء. يَعتمدُ العلاج على السبب، حيث يتحسَّن البعضُ أحياناً على الأدوية التي تُباع دون وَصفةٍ طبية أو على تغيير النظام الغذائي. بينما يَحتاجُ آخرون لأدوية موصوفة أو للجراحة في أحيان أخرى. سوف يُساعد هذا البرامج التثقيفي على مَعرفة الأمراض و الاضطرابات التي تصيب المَريء. إنَّه يتحدَّث عن اضطرابات المريء الشائعة. كما يُغطي الأعراض وخيارات العلاج.

## مقدمة
قد يُصابُ المريء بالتهاب أو بتورم أيضاً. ويُطلق على هذا اسم التهاب المريء. وقد يتضرر المَريء بِسبب هذا الالتهاب. هناك العديدُ من الأنواع المُختلفة لالتهاب المريء. وتُصنفُ الأنواع بحسب السبَب. التهابُ المريء الجَزري هو أكثر الأنواع شيوعاً، وهو يحدث بسبب جَزر الحمض. قد يَتَسبَّب داء الجَزر المعدي المريئي بالتهاب مريء طويل الأمد. كما قد يتسبَّب هذا بتلفٍ نسيجي. التهاب المريء اليوزيني هو نوعٌ آخر، وهو يحدثُ بسبب تَفاعُل تحسُّسي، يُعزى للطعام غالباً. توجد خلايا خاصة مسؤولة عن التَفاعُل التحسُّسي في المريء في هذه الحالة. ويُطلَق على تلك الخلايا اسم اليوزينيات، وهي نوعٌ من كريات الدم البيضاء. ويمكن لبعض الأدوية أن تَتَسبب بالتهاب مريء مُحدَث بالأدوية. يُمكن للأدوية لو أُخذت مع القليل من الماء أو دونه أن تنحشرَ بالمريء. وقد يُهيج الدواء المريء ويتسبب بِتَورُّمه. ينجم التهابُ المريء العَدوائي عن عدوى ما. قد تحدثُ العَدوى بسبب جراثيم أو فيروسات. كما قد تحدث بسبب فُطر أو طُفيلي. وغالباً ما يَحدُث عندَ المصابين بضعف الأجهزة المَناعية، مثل المصابين بفيروس العوز المناعي البشري/الإيدز أو السرطان.
وفيما يلي الأمراض والشروط الإضافية التي تؤثر على المريء:
- نخر المريء الحاد
- تعذر الارتخاء المريئي
- مريء باريت
- داء شاغاس
- الإصابة الكاوية إلى المريء
- رتق المريء والناسور الرغامي
- سرطان المريء
- دوالي مريئية
- شبكة مريئية
- التهاب المريء
- الإرتجاع المعدي المريئي
- الفتق الحجابي
- متلازمة مالوري فايس
- عسر البلع العصبي
- حلقة تشاتزكي
- رتج زنكر
- متلازمة بورهاف
- التشنج المرييء المنتشر
- عسر البلع المريئ
- مريء كسارة البندق

## وصلات خارجية
- Esophageal and Swallowing Disorders, Merck & Company Inc.